# باران‌ها

باران‌ها (به فرانسوی: Pluies) نام یک کتاب ادبی است که توسط الکسی لژه، نویسندهٔ اهل فرانسه نوشته شده است. این کتاب یکی از آثار مشهور ادبی جهان است.